# 集体土地
集体土地（西班牙語：Ejido，是墨西哥的一种法定土地划界，墨西哥聚居地的一种，是用于农业的公共土地区域，社区成员拥有使用权而不是土地所有权，土地所有权由州持有。在现代，人们获得了集体土地，他们将在他们的地號中单独种植，并在政府监督下集体维护公共财产。

## 名称
Ejido，源自拉丁语“exitus”意为“出口”，Ejido 是“一个城镇的田地，毗邻城镇，没有耕种，牲畜通常聚集或打谷场建立的地方”。西班牙皇家学院的《西班牙语词典》的简短而密集的定义的第一部分是指它的公共性质，第二部分是它的外围位置，第三部分是它的荒地条件，第四部分是可能的用途。
集体土地在城镇之外，可以是草地或林地，因此它们可以自由地扩大人类住区。